# Municipio de Belle Prairie (Illinois)
El municipio de Belle Prairie (en inglés: Belle Prairie Township) es un municipio ubicado en el condado de Livingston en el estado estadounidense de Illinois. En el año 2010 tenía una población de 135 habitantes y una densidad poblacional de 2,28 personas por km².

## Geografía
El municipio de Belle Prairie se encuentra ubicado en las coordenadas 40°38′40″N 88°31′1″O / 40.64444, -88.51694. Según la Oficina del Censo de los Estados Unidos, el municipio tiene una superficie total de 59.18 km², de la cual 59,18 km² corresponden a tierra firme y (0 %) 0 km² es agua.

## Demografía
Según el censo de 2010, había 135 personas residiendo en el municipio de Belle Prairie. La densidad de población era de 2,28 hab./km². De los 135 habitantes, el municipio de Belle Prairie estaba compuesto por el 99,26 % blancos, el 0,74 % eran afroamericanos. Del total de la población el 0 % eran hispanos o latinos de cualquier raza.